# Guillaume Brisebois
Guillaume Brisebois, född 21 juli 1997, är en kanadensisk professionell ishockeyback som är kontrakterad till Vancouver Canucks i National Hockey League (NHL) och spelar för Utica Comets i American Hockey League (AHL). Han har tidigare spelat för Titan d’Acadie-Bathurst och Charlottetown Islanders i Ligue de hockey junior majeur du Québec (LHJMQ).
Brisebois draftades av Vancouver Canucks i tredje rundan i 2015 års draft som 66:e spelare totalt.

## Statistik
| 2011–2012    | Gaulois D'Antoine Girouard          |              | 34  | 8  | 7  | 15  | 28  | —  | — | — | — | —  |
|              | Gaulois D'Antoine Girouard          | LHEQ         | 9   | 0  | 1  | 1   | 2   | —  | — | — | — | —  |
| 2012–2013    | Gaulois du Collège Antoine-Girouard | LHMAAAQ      | 40  | 5  | 17 | 22  | 10  | 11 | 1 | 4 | 5 | 4  |
| 2013–2014    | Titan d’Acadie-Bathurst             | LHJMQ        | 60  | 3  | 16 | 19  | 26  | 4  | 1 | 2 | 3 | 2  |
| 2014–2015    | Titan d’Acadie-Bathurst             | LHJMQ        | 63  | 4  | 24 | 28  | 34  | —  | — | — | — | —  |
| 2015–2016    | Titan d’Acadie-Bathurst             | LHJMQ        | 52  | 10 | 16 | 26  | 28  | 5  | 0 | 2 | 2 | 2  |
| 2016–2017    | Charlottetown Islanders             | LHJMQ        | 61  | 10 | 37 | 47  | 34  | 13 | 0 | 4 | 4 | 10 |
| 2017–2018    | Utica Comets                        | AHL          | 68  | 3  | 15 | 18  | 16  | 5  | 0 | 0 | 0 | 2  |
| 2018–2019    | Vancouver Canucks                   | NHL          | 1   | 0  | 0  | 0   | 0   | —  | — | — | — | —  |
|              | Utica Comets                        | AHL          | 45  | 2  | 7  | 9   | 20  | —  | — | — | — | —  |
| NHL totalt   | NHL totalt                          | NHL totalt   | 1   | 0  | 0  | 0   | 0   | —  | — | — | — | —  |
| AHL totalt   | AHL totalt                          | AHL totalt   | 113 | 5  | 22 | 27  | 36  | 5  | 0 | 0 | 0 | 2  |
| LHJMQ totalt | LHJMQ totalt                        | LHJMQ totalt | 236 | 27 | 93 | 120 | 122 | 22 | 1 | 8 | 9 | 14 |

### Internationellt
| Källa: Uppdaterad: 2019-02-15 | Källa: Uppdaterad: 2019-02-15 | Källa: Uppdaterad: 2019-02-15 |         | Utv = Utvisningsminuter | Utv = Utvisningsminuter | Utv = Utvisningsminuter | Utv = Utvisningsminuter | Utv = Utvisningsminuter |
| År                            | Lag                           | Mästerskap                    | Matcher | Mål                     | Assists                 | Poäng                   | Utv                     |                         |
| ----------------------------- | ----------------------------- | ----------------------------- | ------- | ----------------------- | ----------------------- | ----------------------- | ----------------------- | ----------------------- |
| 2014                          | Kanada                        | Ivan Hlinka                   | 5       | 0                       | 3                       | 3                       | 4                       |                         |
| 2015                          | Kanada                        | U18-VM                        | 7       | 1                       | 0                       | 1                       | 2                       |                         |
| Junior totalt                 | Junior totalt                 | Junior totalt                 | 12      | 1                       | 3                       | 4                       | 6                       |                         |